# 暁はただ銀色
『暁はただ銀色』（あかつきはただぎんいろ）は、光瀬龍のSF小説。1973年にNHKでテレビドラマ化された。
1965年に『中学三年コース』（学習研究社）において連載、朝日ソノラマ「サンヤング」シリーズとして1970年に刊行された。
1973年にNHK総合の「少年ドラマシリーズ」で テレビドラマ化された。
連載版と単行本版とドラマ版とで話の内容は異なっている。また話の伏線がいくつか回収されずに終わっている。

## あらすじ
中学生の市原健の同級生の宮野理香は幻覚や幻聴に悩まされていた。ある日健が近所の火事の野次馬をしにいくと挙動不審な理香と出会う。焼けた家の地下になにかが埋まっているという理香が言うので担任の緑川先生のつてで焼け跡を掘り返してもらうが出土した円筒形の物体は大爆発を起こす。理香を不審に思った健は同じ症状を示したと言う理香の母親の故郷の岩手県の町を訪ねる。
※雑誌掲載版と単行本版とで結末が異なる。

## ドラマ版
NHK少年ドラマシリーズの1つとして、1973年4月2日 - 4月11日に放映された。全六話。放送時間は本作から月曜 - 水曜18:05 - 18:30に変更された。
上述の通り内容や設定は原作と大きく異なっており、結末も異なる(どちらかと言えば雑誌掲載版のそれに近い)。そのため、タイトルの意味合いも変わってきている。
NHKにはVTRは現存していない（NHKでは、1970年代当時、あるいはそれ以前のVTRは大半を廃棄しており、ほとんど現存しない）。NHKアーカイブスでは、視聴者に資料提供を呼びかけているが、2014年の時点で映像は発見されていない。

### あらすじ（ドラマ）
ケンたちの通う中学校に宮野リカが転校して来る。ケンたちの所属する写真クラブに入会したのでさっそく被写体のモデルにするが出来あがった写真はどれも輪郭がぼやけていた。そのうちに近所の火事を予言したことで放火を疑われるようになる。
（※ 『NHK少年ドラマシリーズのすべて』 に記載されたあらすじの要約）

### キャスト
- 宮野リカ - テレサ野田
- ケン - 佐山泰三
- ユーサク - 山田隆夫
- 緑川先生 - 工藤堅太郎
- エミ - 四方晴美
- 了雲和尚 - 桑山正一
- 宮野義一郎 - 森塚敏

### スタッフ
- 脚本：岩間芳樹
- 制作：NHK
- 演出：花房実